# Lancia Lybra
El Lancia Lybra (Tipo 839) es una berlina de mediano tamaño fabricada por la empresa italiana Lancia, subsidiaria de Fiat Group entre los años 1999 y 2006 para sustituir al Lancia Dedra. Utiliza la plataforma "Tipo 2 evoluzione 3" (también conocido como Type Two rev. 3) proyectada para el Alfa Romeo 156 (también utilizado en Fiat Bravo/Brava/Marea, partiendo de la misma plataforma), pero con suspensiones diferentes y orientadas all confort: delanteras McPherson en lugar de cuadrilátero alto (exclusiva de Alfa Romeo) y suspensiones posteriores con brazos longitudinales guiados, más confortables, menos voluminosas, pero también menos prestacionales respecto de las McPherson instaladas en el Alfa Romeo. Al igual que el Dedra, el Lybra estaba disponible con carrocerías tanto sedán como familiar (Llamado SW por Lancia).
Tuvo una acogida comercial discreta en España, dado que su posicionamiento era cercano a otros modelos de corte premium como el Mercedes Clase C, el Audi A4 o el Lexus IS200, pero no contaba ni con la imagen de marca, ni con las cualidades de estos.

## Historia
El final de la década de 1990 fue un período oscuro para el grupo italiano Fiat y sus filiales automotrices. Las pérdidas se acumulaban, y la dirección del grupo, liderada por el financiero italoestadounidense Sr. Fresco, ex segundo al mando de General Electric, estaba decidida a desinvertir en la división automotriz.
En este contexto, Lancia, con la necesidad de reemplazar al Lancia Dedra, presentó el nuevo Lybra. Basado en la misma plataforma que el Fiat Bravo/Brava/Marea, recibió menos atención en cuanto a la carrocería y tuvo que conformarse con un exterior bastante anodino, aunque no carecía de cierta elegancia.
Al igual que su predecesor, estaba disponible como sedán (lanzado en Francia en septiembre de 1999) y como familiar "SW"  (en abril de 2000). Equipado con motores modernos y de bajo consumo, se vio limitado por la falta de recursos financieros de la marca para mantener su posición de liderazgo entre sus competidores. A diferencia de su primo, el Alfa Romeo 156, no recibió ninguna renovación y sus motores experimentaron pocos cambios a lo largo de los años.
La producción del vehículo cesó en 2005, y la nueva dirección lanzó el Lancia Delta III en julio de 2008, que prácticamente lo sustituyó.

## Nombre
El nombre del modelo puede verse como una clara referencia al signo del zodiaco Libra, que deriva a su ver de la palabra latina para balanza. Esto señala que es el fin de una antigua tendencia de la marca Lancia de nombrar a sus modelos con diferentes letras del Alfabeto griego. El Lybra fue construido en la fábrica de Fiat Rivalta, cerca de Turín hasta el año 2002 y después en la fábrica de Fiat Mirafiori, también en Turín.

## Diseño

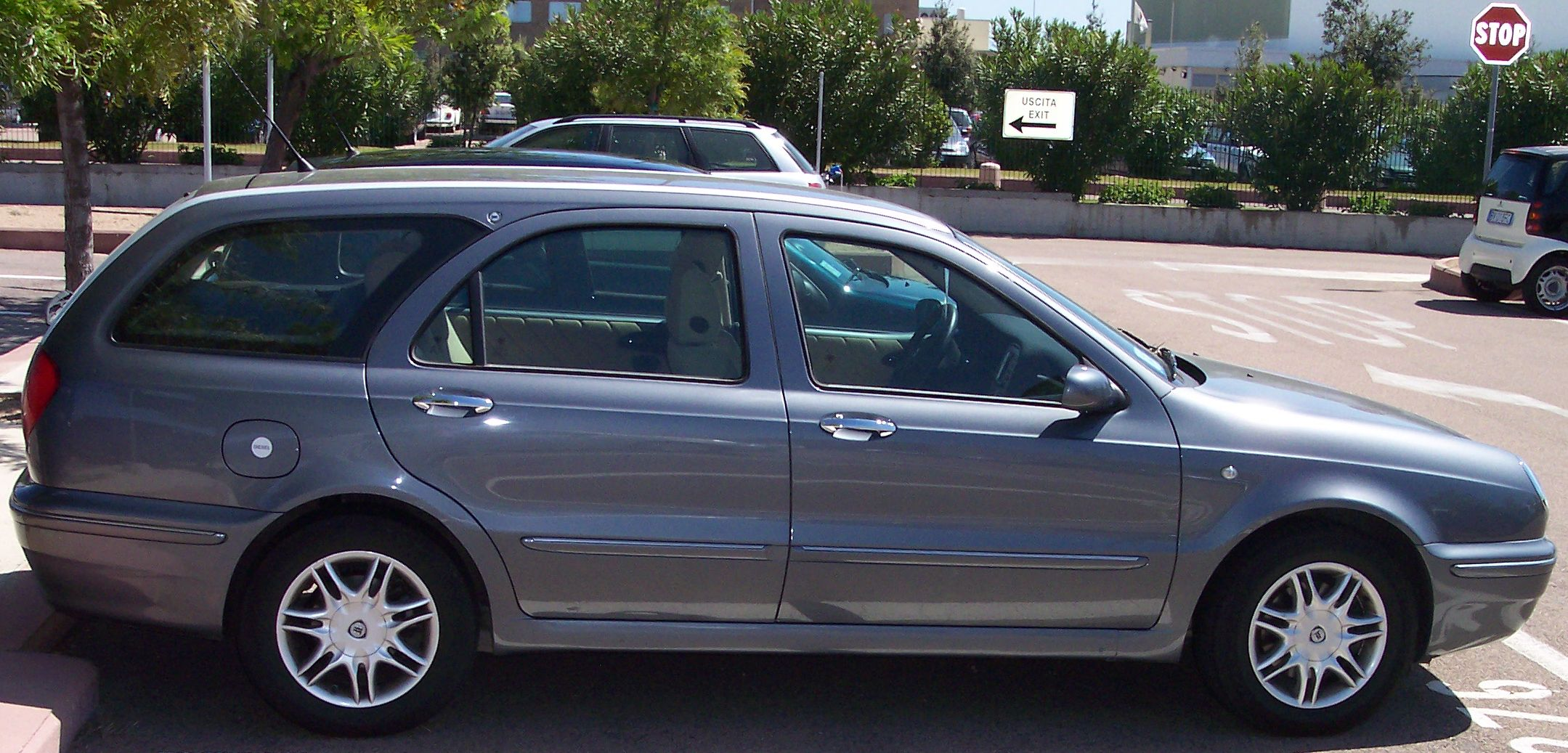
Lancia Lybra SW.

El Lybra fue diseñado en el Centro Stile Lancia, al contrario que otros modelos anteriores de Lancia, que fueron encargados a estudios de diseño exteriores, como Stile Bertone y Pininfarina. Su diseño es un claro alejamiento de las formas "rectangulares" prevalentes en los modelos de las décadas anteriores, usando faros delanteros inspirados en modelos de nostalgia de los años 1950, como el Aurelia y el Appia.
Por otro lado, no es tan anguloso como el Lancia Thesis y otros modelos posteriores, y todavía incorporaba referencias varias de otros Lancias de los años 1990, como la forma de la parrilla, o el tratamiento de la sección más alta de la versión familiar, reminiscente del Lancia Kappa SW. De forma interesante, los faros traseros del Lybra, tan distintivos, fueron tomados prestados para el restyling de la versión sudamericana del Fiat Marea realizado en 2001.
El Lybra se diseñó en el Centro Stile Lancia, a diferencia de los modelos anteriores de Lancia, que se encargaban a estudios de diseño externos. Los primeros modelos fueron realizados por Enrico Fumia en 1992 y, tras su salida del Centro Stile Lancia, el proyecto fue finalizado por Michael Robinson. El interior fue diseñado por Flavio Manzoni.
Las distintivas luces traseras del Lybra se compartieron con el lavado de cara de 2001 del sedán Fiat Marea (modelo que también comparte plataforma con el Lybra) para los mercados latinoamericanos.

## Equipamiento
En su lanzamiento, los niveles de equipamiento estándar se denominaban Lybra, LS y LX. En 2003, se añadieron los acabados Business y LS Plus en algunos mercados. El acabado Business cuenta con asientos de tela y decoración interior de madera, mientras que el LS Plus presenta tapicería Suhara o Madras y decoración plateada en las puertas y el salpicadero. El Emblema debutó en noviembre de 2002 en el Salón del Automóvil de Bolonia. Se inspiró en el clásico Lancia Flaminia y contaba con interior de cuero marrón tabaco o beige (Alcántara opcional), salpicadero de magnesio, llantas de aleación exclusivas de 16 pulgadas (10 radios), cristales tintados y techo negro brillante.
Equipamiento del modelo base: Elevalunas eléctricos delanteros, pantalla a color de 5" en el salpicadero, sistema de calefacción bizona (sin aire acondicionado), salidas de aire traseras (una central y dos en la parte inferior de los asientos), ABS, EBD, 4 airbags (delanteros y laterales), pretensor de cinturón de seguridad, retrovisores exteriores con ajuste eléctrico de temperatura, soporte lumbar electrónico y asiento del conductor regulable en altura, volante ajustable en 4 posiciones, reposabrazos delantero (con compartimento portaobjetos) y trasero (con portavasos), 5 cinturones de seguridad de tres puntos y 5 reposacabezas, luz ambiental en la parte inferior e interior de las puertas, llave a distancia, sistema FPS (Sistema de prevención de incendios). Llantas de 15" y neumáticos 195/65 R15.
Equipamiento opcional: Aire acondicionado, navegador GPS con teléfono GSM, asientos delanteros con ajuste electrónico, 4 elevalunas eléctricos (con subida y bajada automática), retrovisor electrocrómico, sensor de lluvia, sensor antivaho, asientos de cuero, alcántara o suhara (después del 15/12/2003), retrovisores exteriores con ajuste eléctrico y función de plegado, techo solar, control de crucero, sistema de sonido BOSE con 7 altavoces, cambiador de CD para 6 discos, AUX, 6 airbags (2 frontales, 2 laterales y 2 laterales de cortina), tres tomas de mechero de 180 W, faros de xenón, lavafaros, suspensión trasera hidroneumática autonivelante Nivomat, faros antiniebla, asientos traseros abatibles con división 60/40 (opcional para Berlina), volante y pomo de cambio de marchas multifunción de cuero, ASR con asistente de arranque en pendiente (solo para los modelos 1.9 JTD, 2.0 20v y 2.4 JTD), llantas de 15" y llantas de 205/60 o 16". Neumáticos 205/55.
Equipamiento del acabado LX: Interior en alcántara, volante de cuero con botones para el control de la radio, pomo de la palanca de cambios de cuero, sistema de sonido BOSE, control de crucero (para el motor 2.0 de gasolina), faros antiniebla, aire acondicionado y llantas de aleación. El equipamiento se modifica durante la producción y depende del mercado.

## Ediciones especiales

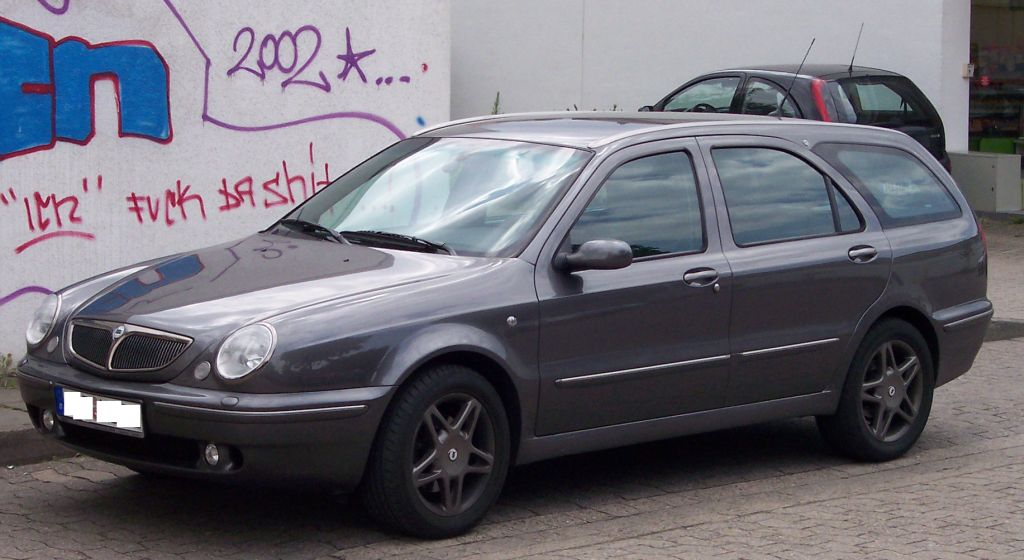
Lancia Lybra Intensa SW en color 'Grigio Fontana'

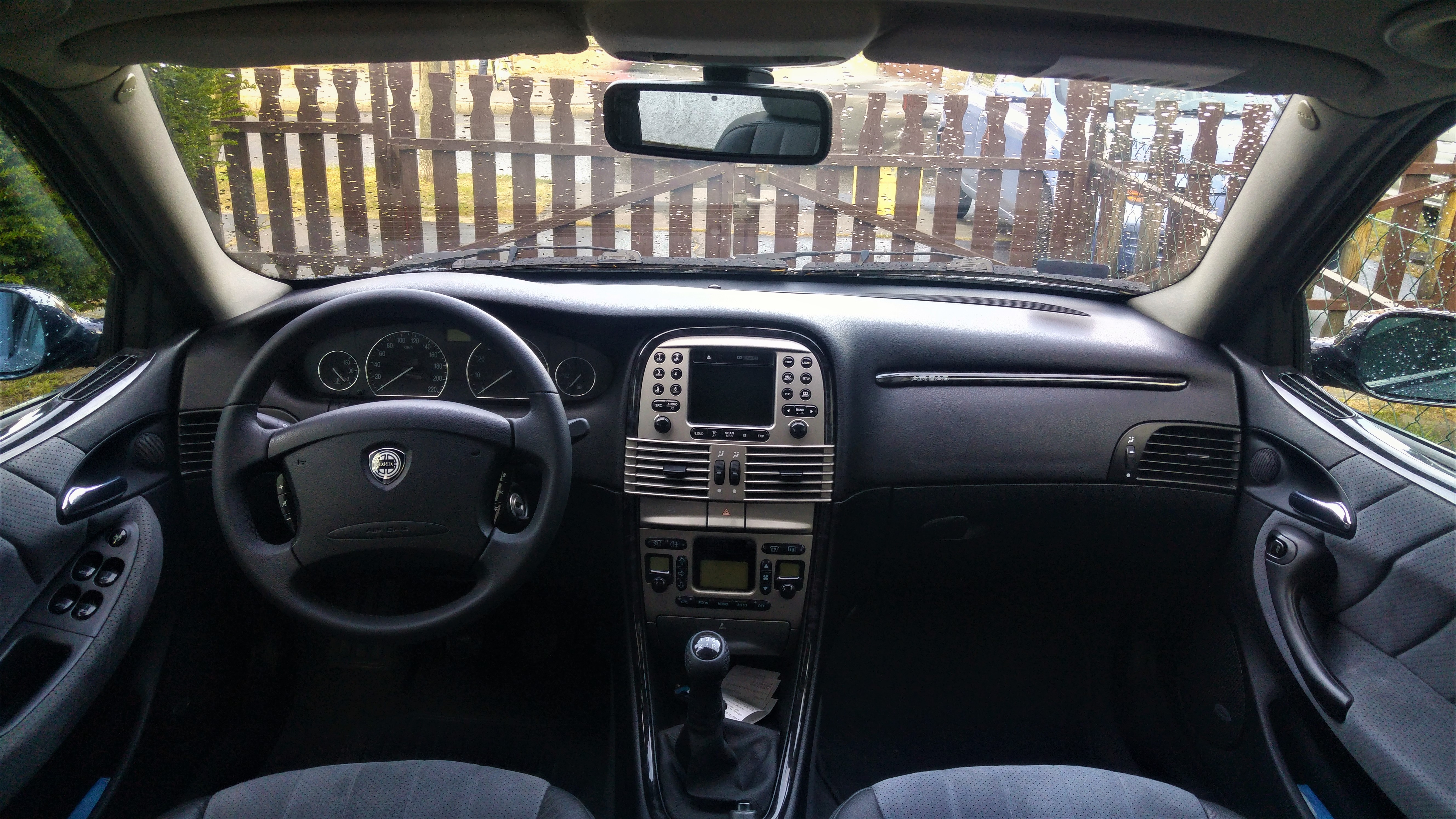
Interior del Lancia Lybra Intensa

Durante su producción se ofrecieron cuatro ediciones especiales del Lybra:
Business: Disponible solo en dos colores (435 Blu Lancia y 612 Grigio Elisa Met) y dos motores (1.6 16v o 1.9 JTD). Interior en tela gris básica. Nivel de equipamiento superior al del modelo base Lybra, con elevalunas eléctricos traseros adicionales, 6 airbags y faros antiniebla.
Executive: Este modelo, enfocado en el lujo, incluía asientos de cuero o Alcántara y todo el equipamiento opcional de serie (sensor de antivaho, techo solar, retrovisor fotocromático, retrovisores laterales plegables, asientos calefactables, navegador por satélite, teléfono GSM, control de crucero, faros de xenón y lavafaros, suspensión trasera Nivomat y sistema de sonido Bose), además de llantas de aleación especiales de 16" y 15 radios. Solo había dos motores disponibles para este modelo: el 2.0 20v de gasolina y el 2.4 JTD diésel.
Intensa: La Edición Intensa se caracteriza por sus detalles oscuros, como la parrilla frontal oscurecida y el cromado oscurecido en el exterior, los faros, la cubierta de la luz de la matrícula, la moldura cromada en los parachoques y las puertas, y llantas de aleación gris oscuro con forma de pentagrama. También estaba disponible un exclusivo color exterior gris oscuro, el «Grigio Fontana». En el interior, el Intensa combinaba cuero negro y asientos de Alcántara gris oscuro con una inserción de madera oscura en las puertas y el salpicadero, y una puerta cromada. Manija, fondo negro con aros cromados en el panel de instrumentos, puntos de anclaje cromados en el maletero y sistema de sonido Bose de serie. Solo había 4 motores disponibles: 1.8 (para Países Bajos), 1.9 JTD, 2.0 20v gasolina y 2.4 JTD. 
Emblema: Disponible con motores 1.9 JTD, 2.4 JTD o 2.0 20v. Consola y detalles interiores con acabado en titanio. Opción de techo negro en el SW (con rieles negros). Llantas especiales de 16" y 20 radios. El interior se podía elegir entre cuero beige, Alcantara o Suhara (después del 15/12/2003), cuero tabaco o Suhara tabaco. Este acabado es superior al del Executive y LX. Bose, GPS y retrovisor interior antideslumbrante son opcionales.

## Especificaciones y motores
El Lancia Lybra tiene tracción delantera con motores montados transversalmente. Está disponible con transmisión manual de 5 velocidades. Los modelos equipados con el motor de 2.0 L tenían como opción una transmisión automática Aisin de 4 velocidades, llamada Comfortronic por Lancia.. El Lybra utiliza suspensión delantera MacPherson y suspensión trasera multibrazo BLG (Bracci Longitudinali Guidati, que significa "Brazos Longitudinales Guiados"). Las versiones familiares también estaban disponibles con suspensión trasera hidroneumática autonivelante Boge-Nivomat. El vehículo utiliza frenos de disco en las cuatro ruedas, con frenos delanteros ventilados, ABS con EBD y ASR opcional con asistente de arranque en pendiente.
El Lancia Lybra es un automóvil de tracción delantera con un motor colocado en posición transversal. El Lybra está disponible con una transmisión manual de 5 velocidades, y la versión equipada con el motor 2.0 tenía como opción una transmisión automática de 4 relaciones, llamada Comfortronic por Lancia.
| Modelo             | Cilindrada | Potencia          | Par motor           | Año                         |
| ------------------ | ---------- | ----------------- | ------------------- | --------------------------- |
| 1.6 L 16v DOHC     | 1596 cc    | 103 cv a 5750 rpm | 145 Nm a 4000 rpm   |                             |
| 1.8 L 16v DOHC     | 1747 cc    | 130 cv a 6300 rpm | 156 Nm a 3800 rpm   | Euro 2                      |
| 2.0 L 20v DOHC     | 1998 cc    | 150 cv a 6500 rpm | 181 Nm a 3750 rpm   |                             |
| 1.9 L 8v SOHC JTD  | 1910 cc    | 105 cv a 4000 rpm | 255 Nm a 2000 rpm   |                             |
| 1.9 L 8v SOHC JTD  | 1910 cc    | 110 cv a 5500 rpm | 191 Nm a 5750 rpm   | desde 2001                  |
| 1.9 L 8v SOHC JTD  | 1910 cc    | 115 cv a 4000 rpm | 275 Nm a 2000 rpm   | desde 2002                  |
| 2.4 L 10v SOHC JTD | 2387 cc    | 136 cv a 4000 rpm | 304 Nm a @ 2000 rpm |                             |
| 2.4 L 10v SOHC JTD | 2387 cc    | 140 cv a 4000 rpm | 304 Nm a 2000 rpm   | desde 2000                  |
| 2.4 L 10v SOHC JTD | 2387 cc    | 150 cv a 4000 rpm | 308 Nm a 1800 rpm   | desde 2002                  |
| 2.4 L 20v SOHC JTD | 2387 cc    | 175 cv a 4000 rpm | 320 Nm a 1800 rpm   | Sólo para el Lybra Protecta |

## La segunda vida del Lybra
El fabricante chino Zotye, que actualmente produce bajo licencia el Suzuki Alto y el Daihatsu Terios, adquirió en julio de 2007 las licencias de fabricación completas del Lancia Lybra, que llevaba dos años descontinuado, así como todas las herramientas necesarias para producir la carrocería, la mecánica y el equipamiento. 
Su objetivo es fabricar el Lybra bajo licencia en China a un ritmo de 150.000 unidades anuales a partir de 2008, una meta que nunca se alcanzará.
Por cierto, ejerció una opción para la misma operación con el Fiat Multipla (otro modelo que también comparte plataforma con el Lybra) y se dice que ha reservado otros modelos del Grupo Fiat actualmente en producción, cuyos nombres no se han revelado.
La producción en serie del Lybra en China finalmente nunca comenzó, a diferencia de la del Multipla (comercializado bajo el nombre Zotye JNJ 7160 HS), a pesar de algunos prototipos avistados en la calle.

## Ventas
El Lancia Lybra no alcanzó sus objetivos de ventas iniciales, que se habían fijado en entre 55.000 y 65.000 unidades al año.
A continuación se detallan las ventas en Europa, que absorbió la mayor parte de la producción del vehículo:
| Año  | Ventas en Europa |
| ---- | ---------------- |
| 1999 | 12,084           |
| 2000 | 53,218           |
| 2001 | 41,583           |
| 2002 | 22,830           |
| 2003 | 16,559           |
| 2004 | 9,525            |
| 2005 | 5,021            |

## Publicidad
Lancia ha querido mostrar con Harrison Ford su imagen de marca elitista, confiada a un personaje hecho a sí mismo (de carpintero a estrella de Hollywood). El renacimiento del bonsai refleja la máxima del Lybra -l confort de vida a bordo-una idea de la agencia Armando Testa. Su contrato se ciñe a esta campaña, por lo que, en principio, será difícil volver a ver a Harrison Indiana Ford conduciendo un Lybra en televisión. 